# Kiss+kissでおわらない/Star☆tin'
「Kiss+kissでおわらない/Star☆tin'」（キスたすキスでおわらない/スターティング）は、Twinkle制作のPCゲーム『トロピカルKISS』の主題歌を収録したシングル。2010年2月24日にLantisから発売された。

## 概要
2009年9月に発売されたゲーム『トロピカルKISS』の主題歌2曲と、オープニングテーマのリミックス版を収録したシングル。作曲はゲームのBGMの制作も担当した小池雅也が手がけている。
オープニングテーマの「Kiss+kissでおわらない」は畑亜貴が作詞を手がけ、秋葉原ディアステージの店員である古川未鈴、西村めめ（現：相沢梨紗）、小和田あかり、夢眠ねむによるユニット「でんぱ組.inc」がボーカルを担当している。
エンディングテーマの「Star☆tin'」は小池が自らプロデュースし、ボーカルに月宮うさぎを迎えたユニット「ULTRA-PRISM」が担当、作詞も月宮が手がけている。
ジャケットの「でんぱ組.inc」の表記が「でんぱ組 inc.」とミス表記されている。

## 収録曲
全作曲・全編曲：小池雅也
1. Kiss+kissでおわらない
作詞：畑亜貴、歌：でんぱ組.inc
  - PCゲーム『トロピカルKISS』オープニングテーマ
  - 2011年発売のコンピレーション・アルバム『ライブアイドル入門』にも収録。また、この曲をスローテンポにしてインストゥルメンタルにリアレンジしたものが、ライブの入場曲として使われている。
2. Star☆tin'
作詞：月宮うさぎ、歌：ULTRA-PRISM
  - PCゲーム『トロピカルKISS』エンディングテーマ
3. Kiss+kissでおわらない ON THE BEACH MIX
リミックス：小池雅也
4. Kiss+kissでおわらない (INSTRUMENTAL)
5. Star☆tin' (INSTRUMENTAL)